# The Astronomy and Astrophysics Review
The Astronomy and Astrophysics Review és una revista científica revisada per experts que publica trimestralment per Salmer-Verlag GmbH Alemanya, que forma part de l'Springer Nature. L'editor en cap és Francesca Matteucci. El primer número es va publicar a l'abril de 1989.

## Abast
La revista publica ressenyes convidades en totes les àrees d'astronomia i astrofísica, inclosa la física de raigs còsmics, estudis en el sistema solar, astrobiologia, desenvolupaments en laboratori o física de partícula directament rellevants per a l'astronomia, la instrumentació, els mètodes computacionals o estadístics amb aplicacions astronòmiques específiques, i altres temes rellevants per a l'astronomia i l'astrofísica.

## Resum i indexació
Aquesta revista està indexada a les següents bases de dades:
- Current Contents/Physical, Chemical & Earth Sciences
- Science Citation Index
- Academic OneFile
- Academic Search
- Astrophysics Data System
- Computer & Control Abstracts
- Electrical & Electronics Abstracts
- Physics Abstracts
- Earthquake Engineering Abstracts
- Engineered Materials Abstracts
- EI-Compendex
- ProQuest
- Scopus
- SIMBAD Astronomical Database
- SPIRES
- VINITI